# Loved
「loved」(ラヴド) は、日本のロック歌手、清春の16枚目のシングル。

## 概要
- 通常盤と初回限定盤の二種類が発売された。
- 初回限定版にはDVDが付属している。
- 「JUBILEE」「loved Type-Ⅱ」は通常盤にのみ収録されている。

## 収録曲

### 初回限定盤
| 全編曲: 三代堅/清春。 |                                           |            |      |
| #                     | タイトル                                  | 作詞・作曲 | 時間 |
| 1.                    | 「loved」                                 | 清春       | 5:21 |
| 2.                    | 「20th century boy」(T・レックスのカバー) | Marc Bolan | 3:51 |
| 合計時間:             | 合計時間:                                 | 合計時間:  | 9:12 |

| #  | タイトル           | 作詞 | 作曲・編曲 |
| -- | ------------------ | ---- | ---------- |
| 1. | 「loved」          |      |            |
| 2. | 「至上のゆりかご」 |      |            |

### 通常盤
| 全編曲: 三代堅/清春。 |                                           |            |       |
| #                     | タイトル                                  | 作詞・作曲 | 時間  |
| 1.                    | 「loved」                                 | 清春       | 5:21  |
| 2.                    | 「20th century boy」(T・レックスのカバー) | Marc Bolan | 3:51  |
| 3.                    | 「JUBILEE」(通常盤のみ収録)               | 清春       | 4:04  |
| 4.                    | 「loved Type-Ⅱ」(通常盤のみ収録)          | 清春       | 5:37  |
| 合計時間:             | 合計時間:                                 | 合計時間:  | 18:53 |